# سدریک ایتن
سدریک ایتن (انگلیسی: Cedric Itten؛ زادهٔ ۲۷ دسامبر ۱۹۹۶) بازیکن فوتبال اهل سوئیس است.
از باشگاه‌هایی که در آن بازی کرده‌است می‌توان به باشگاه فوتبال بازل اشاره کرد.
وی همچنین در تیم‌های ملی فوتبال زیر ۲۱ سال سوئیس و سوئیس بازی کرده‌است.